# Spitzli
Spitzli är en bergstopp i Schweiz.   Den ligger i kantonen Uri, i den centrala delen av landet, 90 km öster om huvudstaden Bern. Toppen på Spitzli är 3 011 meter över havet, eller 26 meter över den omgivande terrängen. Bredden vid basen är 0,09 km.
Terrängen runt Spitzli är huvudsakligen mycket bergig. Närmaste större samhälle är Erstfeld, 16,3 km nordost om Spitzli. 
Trakten runt Spitzli består i huvudsak av gräsmarker. Runt Spitzli är det glesbefolkat, med 9 invånare per kvadratkilometer.